# American Psycho (film)
Pour les articles homonymes, voir American Psycho.
Série
American Psycho 2
(2002)
Pour plus de détails, voir Fiche technique et Distribution.
American Psycho est une comédie noire horrifique américaine écrite et réalisée par Mary Harron, sortie en 2000.
Il s'agit d'une adaptation cinématographique du roman homonyme de Bret Easton Ellis.
Moyennement aimé par la presse et le public lors de sa sortie, American Psycho est néanmoins devenu au fil des années un film culte du thriller et a aussi connu une popularité sur Internet avec des mèmes qui en sont dérivés.
En 2002 sort une suite auto-proclamée du premier opus, American Psycho 2: All American Girl, par un autre réalisateur sans lien avec la franchise et rejeté par Bret Easton Ellis. Elle ne connaîtra pas de succès public et l'actrice principale, Mila Kunis, a déclaré ne pas avoir su au moment du tournage que le film serait présenté comme une suite d'American Psycho et a exprimé ses regrets.

## Synopsis
Patrick Bateman, 27 ans, flamboyant golden-boy du Wall Street d'avant le krach d'octobre 1987, est un dandy beau, riche et intelligent comme tous ses amis. Il fréquente les restaurants les plus chics, où il est impossible d'obtenir une réservation si l'on n'est pas quelqu'un, va dans les boîtes branchées et sniffe de temps en temps un rail de coke, comme tout bon yuppie.
Mais Patrick a une petite particularité : c'est un psychopathe. À l'abri dans son appartement hors de prix, au milieu de ses gadgets dernier cri et de ses meubles en matériaux précieux, il tue, décapite, égorge, viole. Sa haine des pauvres, des homosexuels et des femmes est illimitée, et son humour froid est la seule trace d'humanité que l'on puisse lui trouver. Ou tout cela n'existe-il simplement que dans son imagination démente et morbide ?

## Fiche technique
- Titre original et francophone : American Psycho
- Réalisation : Mary Harron
- Scénario : Mary Harron et Guinevere Turner, d'après le roman éponyme de Bret Easton Ellis
- Production : Christian Halsey Solomon, Chris Hanley, Edward R. Pressman, Joseph Drake, Michael Paseornek et Jeff Sackman
- Société de production : Universal Pictures
- Budget : 8 millions de dollars
- Musique : John Cale
- Photographie : Andrzej Sekuła
- Montage : Andrew Marcus
- Décors : Gideon Ponte
- Costumes : Isis Mussenden
- Pays d'origine : États-Unis
- Format : couleur — 35 mm — 2,35:1 — Dolby Digital
- Genre : Thriller, Drame
- Durée : 101 minutes
- Dates de sortie :
  - États-Unis : 21 janvier 2000 (Festival de Sundance), 14 avril 2000 (sortie nationale)
  - France : 7 juin 2000 (sortie nationale)
  - Belgique : 20 septembre 2000 (sortie nationale)
- Film interdit aux moins de 16 ans lors de sa sortie en salles en France

## Distribution
- Christian Bale (VF : Jean-Pierre Michaël) : Patrick Bateman
- Willem Dafoe (VF : François Dunoyer) : Détective Donald Kimball
- Jared Leto (VF : Denis Laustriat) : Paul Allen (mais « Owen » dans le roman)
- Samantha Mathis (VF : Martine Irzenski) : Courtney Rawlinson
- Chloë Sevigny (VF : Kelvine Dumour) : Jean, la secrétaire
- Reese Witherspoon (VF : Aurélia Bruno) : Evelyn Williams
- Justin Theroux (VF : Pierre-François Pistorio) : Timothy Bryce (mais « Price » dans le roman)
- Josh Lucas (VF : Nicolas Marié) : Craig McDermott
- Bill Sage (VF : Bruno Choël) : David Van Patten
- Matt Ross (VF : Vincent Violette) : Luis Carruthers
- Cara Seymour (VF : Marie-Laure Beneston) : Christie
- Guinevere Turner (VF : Juliette Degenne) : Elizabeth
- Krista Sutton : Sabrina
- Stephen Bogaert (VF : Hervé Bellon) : Harold Carnes, l'avocat
- Monika Meier : Daisy
- Reg E. Cathey (VF : Jean-Michel Martial) : Al, le clochard
- Anthony Lemke : Marcus Halberstram

## Production

### Génèse et développement
Pour la réalisation, les noms de Stuart Gordon et David Cronenberg ont circulé. Mary Harron fut engagée mais se retira temporairement lorsqu'Oliver Stone s’intéressa au projet et que la production voulut confier le rôle de Patrick Bateman à Leonardo DiCaprio. Mais finalement les deux se sont finalement désistés et Mary Harron a pu réintégrer le projet.

### Attribution des rôles
Parmi les choix initiaux, la production avait opté pour Leonardo DiCaprio, suivi de Edward Norton, pour le rôle de Patrick Bateman, James Woods pour celui de Donald Kimball et Cameron Diaz en tant qu'Evelyn Williams lorsque le réalisateur Oliver Stone était lié au projet. D'autres acteurs tels que Billy Crudup, Ben Chaplin, Robert Sean Leonard, Johnathon Schaech, Jonny Lee Miller et même Jared Leto, qui incarne Paul Allen, ont été sollicités pour incarner Patrick Bateman. Toutefois lorsque DiCaprio fut envisagé, la rumeur circula comme quoi la journaliste féministe Gloria Steinem l'aurait convaincu de refuser le rôle. C'est alors que Christian Bale fut engagé par Mary Harron.

### Tournage
Le tournage a débuté le 1er mars 1999 et s'est déroulé à New York et Toronto.

## Distinctions

### Récompenses
- 2001 : Chlotrudis Awards, (Best Actor) Christian Bale, (Best Screenplay Adapted) Mary Harron & Guinevere Turner
- 2001 : International Horror Guild Awards
- 2000 : National Board of Review, USA

### Nominations
- 2000 : meilleur film lors du Festival international du film de Catalogne
- 2001 : Online Film Critics Society Awards, Mary Harron

## Suite
Une suite (American Psycho 2) paraît en 2002. Mais il n'est que théoriquement le successeur du premier opus. En effet, il est accueilli comme un spin off « médiocre » presque sans lien avec le premier : il est réalisé par un autre réalisateur (Morgan J. Freeman) et ne reprend aucun des éléments du premier excepté son titre et une apparition très brève de Patrick Bateman, le protagoniste du premier film.

## Dans la culture populaire
Le film fut classé de culte sur l'Internet anglophone, avec divers scènes du film devenus des mèmes au goût du jour,,,,,.